# Дехтярь, Леонид Израилевич
Леонид Израилевич Дехтярь (Леонид Израилович; род. 1924, Тирасполь) — молдавский советский учёный и инженер-механик, доктор технических наук (1973), профессор (1990).

## Биография
Участник Великой Отечественной войны.
Окончил с отличием первый выпуск механического факультета Кишинёвского сельскохозяйственного института в 1955 году. Работал главным инженером на машинно-тракторной станции в Бардаре (1955—1958). Кандидатскую диссертацию по теме «Исследование прочности валов и прессовых соединений, восстановленных наплавкой с последующей накаткой» защитил в 1962 году, докторскую диссертацию по теме «Методы определения остаточных напряжений и исследование долговечности деталей сельскохозяйственной техники, восстановленных электролитическими покрытиями» — в 1973 году.
С 1962 года работал на кафедре сопротивления материалов и детали машин Кишинёвского сельскохозяйственного института, с 1967 года — заведующий кафедрой. С 1997 года — в США.
Научные труды посвящены вопросам прочности неоднородных материалов и защитных покрытий, разработки методов определения остаточных напряжений, характеристик упругости защитных покрытий; 13 авторских свидетельств.

## Монографии
- Определение внутренних напряжений в цилиндрических деталях (с М. М. Кобриным). М.: Машиностроение, 1965.
- Определение остаточных напряжений в покрытиях и биметаллах. Кишинёв: Картя молдовеняскэ, 1968.
- Выносливость валов с покрытиями (с Д. А. Игнатьковым и В. К. Андрейчуком). Кишинёв: Штиинца, 1983.
- Остаточное напряжение в неоднородных деталях сельскохозяйственной техники: Методы расчёта (с В. К. Андрейчуком). Кишинёв: КСХИ, 1988.

## Сборники под редакцией Л. И. Дехтяря
- Повышение прочности деталей сельскохозяйственной техники. Кишинёв: КСХИ, 1974—1978, 1983.
- Прогрессивные способы восстановления деталей машин и повышения их прочности. Кишинёв: КСХИ, 1979.
- Прочность деталей сельскохозяйственной техники. Кишинёв: КСХИ, 1982, 1990.